# Mazury (sielsowiet Chidry)
Mazury (biał. Мазуры; ros. Мазури, Mazuri) – wieś na Białorusi, w obwodzie brzeskim, w rejonie kobryńskim, w sielsowiecie Chidry. 
Wieś położona 3 km na południowy zachód od Kobrynia, 42 km na wschód od Brześcia, przy drodze magistralnej M1.
W XIX/XX w. Mazury były wsią w gminie (włości) Pruska w powiecie kobryńskim guberni grodzieńskiej. W dwudziestoleciu międzywojennym leżały w II RP, w województwie poleskim, w powiecie kobryńskim, początkowo w gminie Pruska, a następnie w gminie Kobryń (od 1928 r.).